# Kindle自助出版

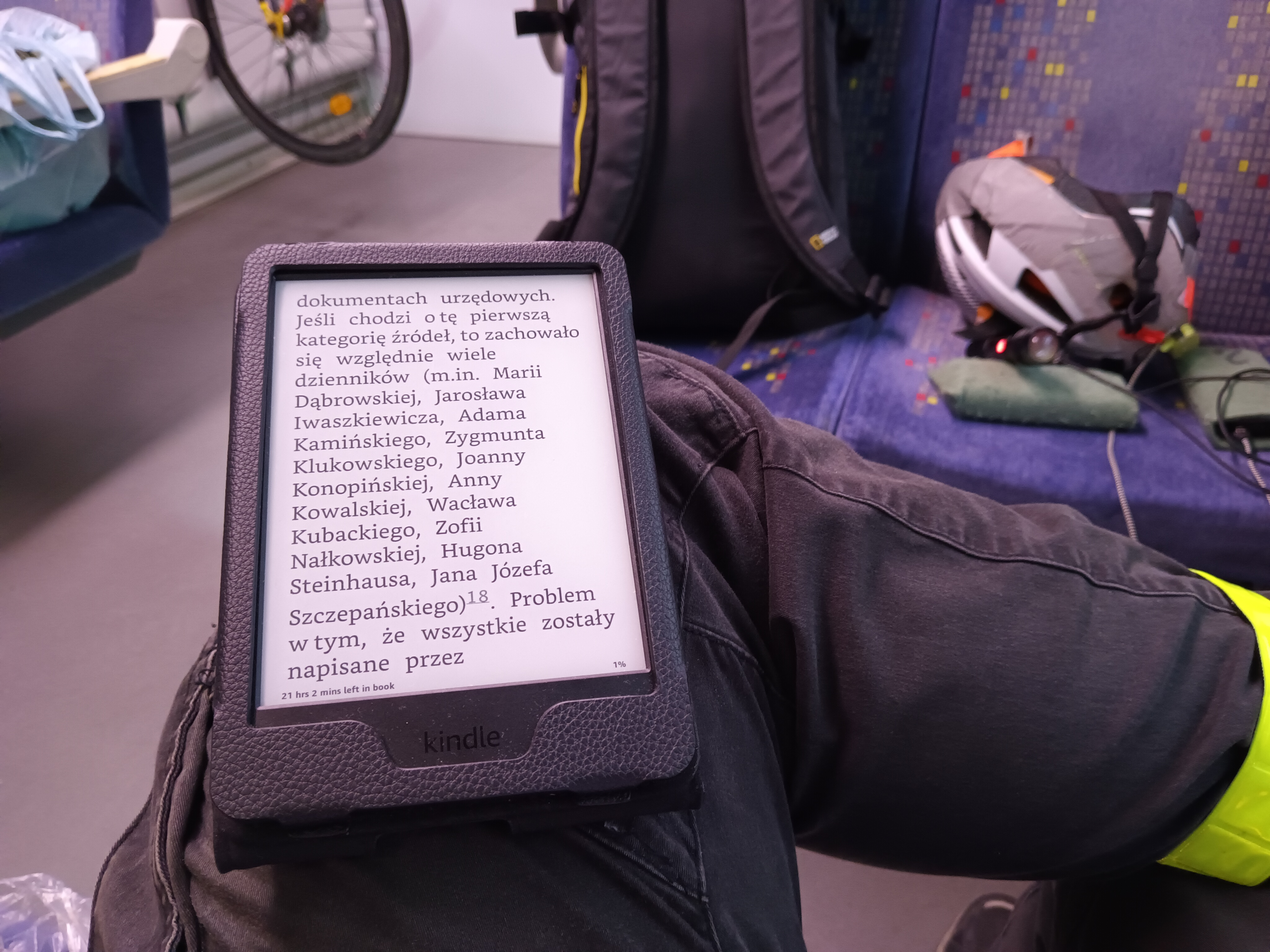
Kindle 出版的電子書載具使用圖。圖片：Kindle Paperwhite 5 第十一代 6吋

Kindle自助出版是2007年11月亚马逊公司推出的电子书出版部门，与亚马逊的电子书阅读器Kindle同时发布。 Kindle自助出版（英語：Kindle Direct Publishing，简称KDP）最初名为数字文本平台。通过这个平台，作者和出版商能够实现直接出版，出版的书籍则以电子书的形式发布到全球的Kindle和Kindle APP上。作者通过Whispernet上传自己的作品，作品的定价在0.99美元到200.00美元之间。目前为止，亚马逊可以出版的语言种类有34种。
2016年，亚马逊还增加了出版平装书的功能。这种功能的主要运用了 按需印刷 的技术，目的是向自主出版商提供数字印刷。现在，Kindle自助出版的平装书出版功能在亚马逊的网站上被称为“测试版功能”。亚马逊还有另一个自助出版的功能，名叫CreateSpace，至今仍然在运行中，目前仍不清楚亚马逊是否会取缔此功能。亚马逊称，Kindle自助出版的优势在于它能够在同一地方自由连接用户的平装书和电子书。

## 历史
2007年底，Kindle自助出版首次公测。在此期间，亚马逊通过电子邮件与广告的方式来吸引作者加盟。2009年12月5日，在《纽约时报》的采访里，亚马逊CEO杰弗里·贝索斯透露说，Kindle电子书的销售收入中，亚马逊只会保留65%，而剩下的35%将分给亚马逊的作者和出版商。许多人发现，苹果商店会将70％的版税分给APP发布者，在此之后，亚马逊表示他们也会将70％的版税分给作者和出版商。
通过亚马逊的Kindle自助出版的书籍需要保证百分之百的独家性，也就是说，在这里出版的电子书籍不能够再通过其他方式出版发售。作者可以选择让出版的书籍限时五天免费或者七天折扣，在此期间销售的书籍依旧能获得70％的版税。出版九十天后，作者可以撤下自己的书，也可续约九十天。除了限时优惠之外，售价低于2.99美元的书籍只能拿到35％的版税。而且，所有通过Kindle自助出版的电子书都包括在Kindle Unlimited包月服务里。
最开始的时候，包月服务的读者只有读了一本书的10％以后，亚马逊才会付钱给参与Kindle自助出版的作者。这个做法引起了一些作者的不满，因为有些作者写的书更长，他们反而拿不到钱；相反，那些书本字数较少的作者，更容易获得版税。2015年7月，亚马逊更改了支付条约，以每一页为单位来计价，只要有读者阅读了作者的书，作者都会得到相应的版税，以月为单位结账。2014年的时候，作者们只拿到了1.2万美元，到了2015年7月，这个数目达到了11万美元。
在2016年期间，亚马逊发布了400万本电子书，其中，Kindle自助出版的书籍约占40％。
2017年4月，亚马逊发布了Kindle Create，这个软件能够将Word与PDF文件转换成Kindle适配的Mobi文件。在这个应用程序发布之前已经存在各种能将文件类型互换的亚马逊APP。

## Kindle Scout
2014年，亚马逊推出了Kindle Scout平台。在此平台上，读者可以投票选出自己喜欢的电子书，被投票的书将有机会通过Kindle Press以实体书形式出版。
参与投票的电子书被分成各种类别展现在平台上，如爱情、奇幻、科幻、冒险等。而读者能够阅读5000字左右的作品节选，并且在任意时候参与投票。Kindle Scout每三十天选出票数最高的几本书出版，在三十天之内，读者可以随意更改自己的选择。活动结束后，Kindle Press的编辑将在15天之内决定是否正式出版此书。成功票选出出版书籍的读者还可以免费获得这本书的电子书版本。
所有参与投票的作品的字数必须在5000字以上，而作品的种类则限制在爱情、奇幻、科幻、冒险、文学和青少年读物这几种类别。作者一旦在Kindle Scout上提交了自己的作品，此作品的网页将会自动生成，而三十天的选举活动也正式开始。作者需要上传的内容有作品的标题、封面、类别、简介以及全书内容。在为期三十天的活动里，作者可以推销自己的小说，以此来吸引更多的选票，而票数最多的作品将会进入热门排行榜的行列里。不过，票选数最高的作品并不一定会被出版，有时候，亚马逊会选择票数更少的书。一旦作品被亚马逊选中，作者将会得到1500美元的预付款以及50％的版税。当书本正式发售后，亚马逊则会以月为单位结账。亚马逊对这些书籍拥有除了印刷权之外的所有权利。如果此书没能够在五年内赚够25000美元的话，作者有权利追回自己的所有权。
2018年4月，亚马逊开始停止投票功能，并表示这个平台将在近期内关闭。距今为止，一共有293本书通过此项目正式出版。

## Kindle的报刊、博客订阅服务
自2008年年初以来，亚马逊提供了另一个服务——读者可以直接在Kindle上订阅自己喜欢的报刊杂志以及博客。2009年5月，这个项目正式成立。至2015年12月，此项目被定为测试版。
此服务是免费的，但阅读每一份读物需要收取0.99到1.99美元。亚马逊保留70％的费用，而把30％的费用留给作者和出版商。